# Mario Arana Mendívil
Mario Arana Mendívil (Bilbao, 24 de mayo de 1884-Madrid, 22 de marzo de 1931) fue un político y futbolista español que fue alcalde de Bilbao entre 1916 y 1919, y jugó como delantero en el Athletic Club.

## Primeros años de vida y educación
Arana nació el 24 de mayo de 1884 en Bilbao, hijo de un padre industrial y liberal, Francisco Arana Lupardo, miembro de la Sociedad El Sitio y concejal del Ayuntamiento de Bilbao entre 1883 y 1885, en representación del Partido Liberal Demócrata.
Mario Arana estudió Derecho en la Universidad de Deusto. Entre sus aficiones destacó el fútbol, llegando a ser jugador del Athletic Bilbao junto a su hermano mayor Amado. Según sus biógrafos, Mario Arana tenía una personalidad extrovertida, y desarrolló una intensa sociabilidad pública en el Bilbao de la época, estando vinculado a las actividades de las Juventudes Vascas.

## Carrera futbolística
El 5 de septiembre de 1901, su hermano fue uno de los 33 socios que firmaron los documentos que constituyeron oficialmente el Athletic Club en la histórica reunión en el Café García (Mario no lo hizo porque sólo tenía 17 años en ese momento). Fue entonces uno de los primeros jugadores de la recién creada selección vasca, disputando varios partidos amistosos contra el rival de la ciudad, el Bilbao Football Club, en el Hipódromo de Lamiaco, que ambos equipos compartían ya que en Bilbao apenas había campos por aquel entonces.
Arana jugó como delantero para el Athletic en dos partidos en diciembre de 1901, manteniendo su portería a cero en el segundo para ayudar a su equipo a obtener una victoria por 2-0. Arana formó parte así de lo que hoy se considera una de las primeras rivalidades futbolísticas de España, una que contribuyó a convertir el fútbol en un fenómeno de masas en Bilbao ya que sus duelos despertaban una gran expectación. En su siguiente partido, el 19 de enero de 1902, Arana marcó en la victoria por 3-1 sobre el Bilbao FC en lo que fue el primer partido de pago en Vizcaya, ya que se cobraba una entrada a 30 céntimos de peseta. Las crónicas de este partido relataron que «M. Arana jugó muy bien y con gran serenidad».
Arana formó parte del equipo que ganó la Copa del Rey de fútbol 1904, que el Athletic ganó sin jugar un solo partido ya que su rival no se presentó.

## Carrera política

### Alcalde de Bilbao
De ideología nacionalista, Arana perteneció a la Comunión Nacionalista Vasca en el Partido Nacionalista Vasco. Arana fue elegido alcalde de Bilbao por nombramiento real en 1915, un momento de acercamiento entre el incipiente nacionalismo vasco y la monarquía. Este nombramiento fue apoyado por el presidente del Comité Liberal de Bilbao, Federico de Echeverría, con gran indignación de hombres como Balparda, y de los socialistas y republicanos. En su discurso, considerado histórico por la opinión, expresó el espíritu de entente con España.
Arana tomó posesión oficialmente del cargo de alcalde de Bilbao el 1 de enero de 1916, cargo que ejerció durante tres años, hasta el 3 de julio de 1919, a lo largo de dos mandatos. En 1917 el nombramiento de alcaldes fue sustituido por el método electoral, y esta vez fue elegido alcalde por el voto del pueblo. Se ha dicho erróneamente que fue el primer alcalde nacionalista de Bilbao, ya que otros dos le precedieron, pero Arana fue en realidad el primer alcalde nacionalista de Bilbao elegido por votación en 1918 y como tal asistió al Congreso de Oñate ese año.
Durante el mandato de Arana se aprobaron medidas para fomentar la cultura y la lengua vasca. Así, se actualizó el reglamento para el servicio de las bibliotecas populares de Bilbao y se crearon clases voluntarias de euskera en los grupos escolares de Ribera e Indauchu a partir del 1 de septiembre de 1918.
En materia de infraestructura y obras públicas, Arana supervisó la reconstrucción del Teatro Arriaga (un incendio había destruido el teatro en 1914). Otra decisión relevante fue la creación de la Asociación de Servicios del Bilbao Metropolitano, en un intento de impulsar la creación de una ciudad metropolitana con servicios avanzados. En 1918, Arana puso en marcha la «Junta de Vivienda», cuya misión era construir viviendas asequibles y gestionarlas para su alquiler, germen de lo que posteriormente sería la «Vivienda Municipal». En sus primeros 100 años, más de 25.000 familias fueron asistidas por el gobierno municipal.
Otro de los retos que tuvo que afrontar Arana durante su mandato fue la huelga general en España de 1917, convocada por la Unión General de Trabajadores (UGT) y la Confederación Nacional del Trabajo (CNT) a nivel estatal. En Bilbao, la huelga fue protagonizada por 100 000 trabajadores, que paralizaron la ciudad entre el 13 y el 19 de agosto. Los enfrentamientos con la guardia de asalto y el descarrilamiento de un tren cerca de La Peña dejaron 11 muertos y decenas de heridos. El reto más complicado de Arana, sin embargo, fue cuando la ciudad de Bilbao se vio afectada por la pandemia de gripe de 1918; durante los meses de septiembre y octubre se registraron en Bilbao más de 700 muertes a causa de la gripe. Durante la epidemia, el alcalde tuvo una participación directa en la gestión de la crisis y su participación fue posteriormente elogiada por los médicos y otras entidades sociales.
Las cuestiones autonómicas adquirieron gran protagonismo durante el mandato de Arana, y así, el 17 de julio de 1917, el Ayuntamiento de Bilbao se adhirió al manifiesto aprobado por los concejos vascos en favor del autogobierno político. Esto inspiró iniciativas similares en otros ayuntamientos vizcaínos, que fueron apoyadas por el Ayuntamiento de Bilbao para establecer acuerdos a favor de la autonomía de los Ayuntamientos de Vizcaya. Un decreto de alcaldía reunió a la asamblea de municipios de Vizcaya el 15 de diciembre de 1918 para solicitar la autonomización política, pero se produjeron varios altercados y el gobernador civil suspendió de su cargo al alcalde M. Arana el 20 de diciembre; Gabino Orbe Usabanderas le sucedió oficialmente como alcalde el 3 de julio de 1919.

### Últimos años
Durante la agitación autonomista que siguió al hundimiento de los imperios en la Primera Guerra Mundial, y habiendo sido designado «Hijo Predilecto de Bilbao», Arana fue elegido diputado a las Cortes en 1919, como diputado por Vizcaya (Guernica) en 1919, derrotando al conservador Bergé, aunque dimitió en septiembre de 1920.
Durante la coyuntura política de 1920, un sector del nacionalismo vasco abogó por la unión de la derecha, lo que implicaba un acuerdo electoral con la Liga de Acción Monárquica, alianza que Arana defendió. Finalmente, los dirigentes de la Liga de Acción Monárquica, como Ramón Bergé, entre otros, prefirieron un entendimiento electoral con el socialista Indalecio Prieto, que había sido lugarteniente de Arana durante su primer mandato como alcalde, para favorecer la derrota electoral del bizkaitarrismo.

## Muerte
Arana murió en Madrid el 22 de marzo de 1931, a la edad de 46 años.